# Brian Chase
Brian Chase (ur. 2 grudnia 1978 w Long Island) – amerykański perkusista grający w rockowym zespole Yeah Yeah Yeahs. W 2009 zajął 50. miejsce na liście najlepszych perkusistów wszech czasów według Gigwise. Chase dorastał na Long Island w Nowym Jorku i uczęszczał na Friends Academy w Locust Valley oraz Oberlin Conservatory of Music. Doświadcza synestezji - widzi kolory gdy gra lub słyszy dźwięki.

## Kariera
Muzyk gra również w zespole The Seconds. Występował w duecie między innymi z Sethem Misterka, z którym w 2007 wydał płytę "The Shape of Sound". Chase współpracował również z takimi artystami jak Jessica Pavone, Mary Halvorson, Matt Welch, Matt Elliot, a także z grupą The Sway Machinery.